# Шоколадная колбаса
Шоколадная колбаса (итал. Salame di cioccolato, salame al cioccolato, salame dolce, salame del papa, salame turco, salame vichingo, salame inglese, salame del re) — шоколадный десерт в форме колбасы, приготовленный без выпекания из какао, кусочков печенья, сливочного масла и иногда алкоголя, такого как портвейн или ром. Для приготовления массу из расплавленного масла, какао, кусочков печенья, формуют в рулет и охлаждают. Некоторые варианты также содержат рубленые орехи, такие как миндаль или фундук, и могут иметь форму трюфелей. Считается традиционным кондитерским изделием итальянской и португальской кухни, но также распространен во многих европейских странах и странах Латинской Америки.

## История
Рецепты сладких кондитерских изделий, имитирующих колбасу (из миндаля и сахара, покрытых шоколадом или посыпанных сахаром), публиковались в немецких кулинарных книгах в начале XIX века под разными названиями: Servelatewurst mit Mandeln (1810 год в Вене), Salami-Würst или Salamiwurst (1804/1818 годы в Линце), Zuckersalami (1844 год в Лейпциге/Песте), Salamiwurst (1851 год в Мюнхене) и в 1890 году, в Граце под названием «Falsche Salami».
Рецепт шоколадной колбасы был опубликован в Милуоки в 1903 году в кулинарной книге «The Settlement Cook Book: The Way to a Man's Heart».
Шоколадные колбаски также производились в медицинских целях или в качестве продовольствия для солдат.
Шоколадную колбасу делали и в Советском Союзе, у граждан постсоветских стран она ассоциируется с детством.